# The Great Adventure (film fra 1918)
The Great Adventure er en amerikansk stumfilm fra 1918 af Alice Guy-Blaché.

## Medvirkende
- Bessie Love som Ragna
- Flora Finch
- Donald Hall som Mr. Sheen
- Chester Barnett som Billy Blake
- Florence Short som Hazel Lee